# Riddarholmen

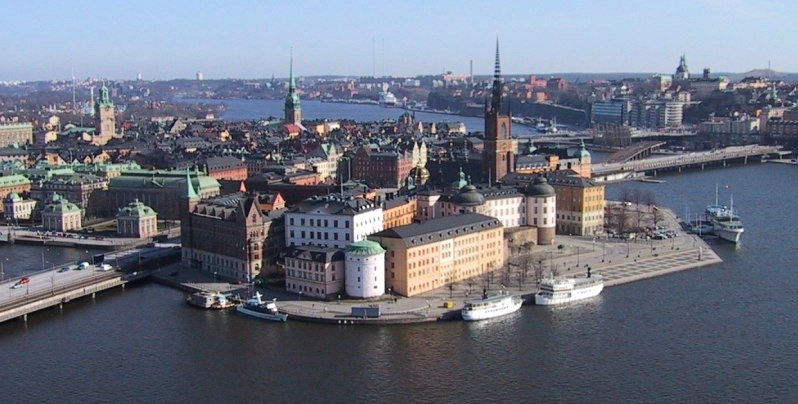
Vista panorâmica de Riddarholmen

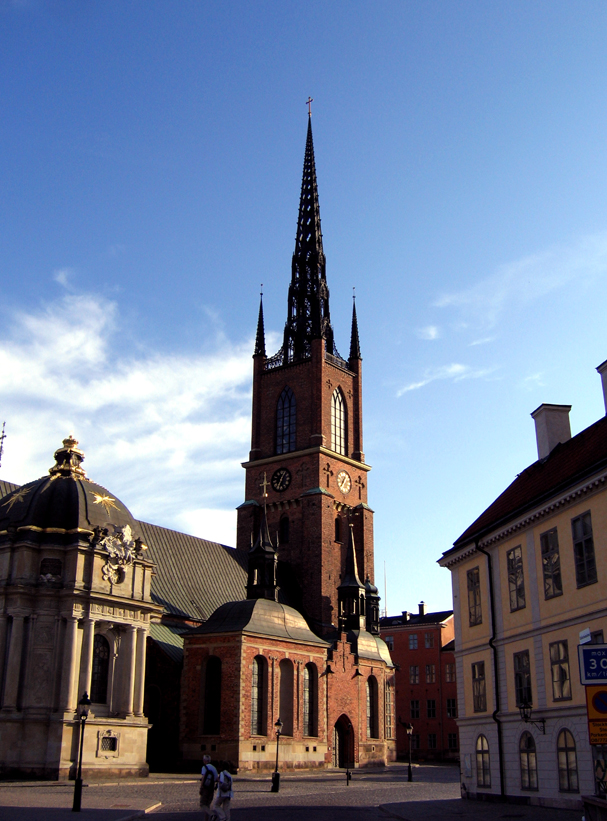
A Igreja de Riddarholmen, em Riddarholmen

Riddarholmen (significando em Sueco: "o ilhéu do cavaleiro") é um ilhéu situado no centro de Estocolmo, na Suécia. Constitui um bairro da cidade desde 1905, ocupando uma área de cerca de 6 hectares. Situa-se no lago Mälaren, junto ao bairro de Gamla stan, a cidade velha, albergando diversos palácios privados datando do século XVII. O edifício mais importante é a Igreja de Riddarholmen, onde são sepultados os Monarcas da Suécia desde o século XVI.
O extremo ocidental do ilhéu oferece uma vista panorâmica pitoresca da baía de Riddarfjärden, usada muitas vezes por jornalistas televisivos com o edifício da administração municipal Stockholms stadshus como pano de fundo. A norte da igreja, existe, sobre um pilar, uma estátua de Birger Jarl, considerado, de acordo com a tradição, o fundador da cidade de Estocolmo.
Destacam-se ainda o antigo edifício do parlamento sueco, no canto a sudeste, o antigo arquivo nacional sueco, na costa oriental, e o chamado edifício Norstedt, antigo local de impressão da editora Norstedts, cuja torre é facilmente identificável em imagens panorâmicas da cidade.

## Origem do nome
O ilhéu foi mencionado pela primeira vez como Kidaskär (significando literalmente rochedo dos cabritos, indicando que talvez fosse usado para a criação de gado caprino) na crónica Erikskrönikan, datada de cerca de 1325, que descreve como o rei Magno Ladulás (1240-1290) mandou construir um mosteiro Franciscano por volta de 1270, tendo ordenado nele ser sepultado no seu testamento de 1285. Durante a Idade Média, o nome original desapareceu dos registos históricos, tendo sido substituído por Gråbrödraholm ("ilhéu dos irmãos franciscanos"), Munckholmen ("ilhéu dos monges") e Gråmunkeholm ("ilhéu dos monges franciscanos"), tendo este último sido o mais usado até ao século XVII.
O mosteiro foi, contudo, encerrado após a reforma protestante e convertido numa igreja. Talvez como consequência destes acontecimentos, o nome do ilhéu tenha sido alterado na década de 1630, sendo  mencionado como Riddarholmen, för detta Gråmunkeholm kallad ("ilhéu do cavaleiro, chamado anteriormente ilhéu dos monges franciscanos") em 1638.
A partir de 1527, o ilhéu foi também habitado por camponeses, que exploravam cerca de 50 pequenas quintas. A partir da década de 1620, com o dealbar do Império Sueco, os camponeses foram obrigados a abandonar as suas propriedades. O ilhéu foi dividido em propriedades maiores e doado por Gustavo II a nobres que o haviam ajudado na guerra. Nessa altura, foram construídos palácios (como o de Wrangel e o de Banér), tendo o nome Riddarholmen, associado aos cavaleiros nobres, acabado por nascer..
O nome antigo persistiu, contudo. Enquanto Carlos XI da Suécia (1655-1697) preferia o nome novo, a sua filha mais nova Ulrica Eleonora (1688-1741) permaneceu fiel ao nome antigo.